# 동양이엔피
동양E&P 주식회사는 경기도 평택시에 본사를 둔 전자기기 전원공급장치 기업이다.

## 역사 및 현황
1987년 동양계전공업으로 설립됐으며 2005년 현재의 상호로 변경 후 코스닥 시장에 상장하였다.
2011년 최대주주인 김재수 동양이엔피 사장이 보유 지분을 아들인 김재만이 경영하는 신동양홀딩스에 상속하여 경영권 승계와 절세를 하였다.